# Pont Cardinet (métro de Paris)
Pour les articles homonymes, voir Pont Cardinet.
Pont Cardinet est une station de la ligne 14 du métro de Paris située dans le quartier des Batignolles dans le 17e arrondissement, proche de la gare de Pont-Cardinet. Elle est la 303e station du métro de Paris et la dernière à avoir été mise en service dans la capitale elle-même.

## Situation
La station de métro est implantée sous l'extension du parc Martin-Luther-King, aménagée dans le cadre du projet urbain Clichy-Batignolles. La station comporte deux accès, un accès principal au sud et un accès secondaire, tous deux dans les sous-sols et le rez-de-chaussée d’un immeuble. L’accès principal à la station est situé rue Cardinet, face au square des Batignolles. Il se compose d’une série de deux ascenseurs, de deux escaliers mécaniques et d’un escalier fixe. Pour les usagers, le transfert entre la gare et le métro se fait par la voirie. Le deuxième accès se situe rue Mstislav-Rostropovitch.

## Histoire
Dans le cadre de la concertation publique sur le prolongement de la ligne 14 jusqu'à Mairie de Saint-Ouen, lancée en janvier 2010, de nombreux contributeurs ont réclamé une station de cette ligne au niveau de la gare de Pont-Cardinet, seule solution permettant de répondre correctement aux attentes en matière de desserte par les transports en commun. Le responsable du STIF a indiqué, en synthèse de cette concertation, qu'il proposera au conseil du STIF d'étudier cette réalisation.
En 2011, le schéma de principe de la désaturation de la ligne 13 acte des complexités géologiques incluant des risques de tassements de terrain impactant l'urbanisme existant qui conduisent le STIF à écarter l'idée d'une correspondance de la ligne 14 avec la station Rome pour privilégier une correspondance à Pont Cardinet. Cette option a été soutenue tant par Brigitte Kuster, maire UMP du 17e arrondissement, que par Annick Lepetit (PS), adjointe au maire de Paris chargée des transports.
Le 26 janvier 2011, l'État et la Région se sont mis d'accord sur les grandes orientations des transports en commun en Île-de-France jusqu'en 2025 et, dans le détail, ont acté notamment la réalisation d'une station de la ligne 14 à Pont Cardinet.
Un arrêté interpréfectoral des préfectures de Seine-Saint-Denis, des Hauts-de-Seine et de Paris en date du 4 octobre 2012 a déclaré d’utilité publique le prolongement de la ligne 14.
La réalisation de la station Pont Cardinet a été confiée au groupement Eiffage TP/Razel-Bec. La station a été réalisée à ciel ouvert, avec parois moulées. La station a servi de puits de montage à Magali, un des deux tunneliers qui creusent l'extension de la ligne 14. Les 1 594 mètres de tunnel entre Pont Cardinet et Saint-Lazare ont été creusés entre novembre 2015 et juin 2016 à près de 20 mètres de profondeur. La station a été encore une fois utilisée pour relancer le tunnelier, rebaptisé Yolène, vers le nord.
La station ouvre le 14 décembre 2020.
Lors des 18 jours d'ouverture de la station à la fin de l'année 2020, 112 229 voyageurs y sont entrés, ce qui la place à la 302e position des stations de métro pour sa fréquentation sur 304 pour cette année,.
En 2021, première année complète d'exploitation, la fréquentation s'établit à 4 168 538 voyageurs entrant  ce qui la place à la 50e position des stations de métro pour sa fréquentation.

## Services aux voyageurs

Accès principal (rue Cardinet) de la station en construction en 2017.
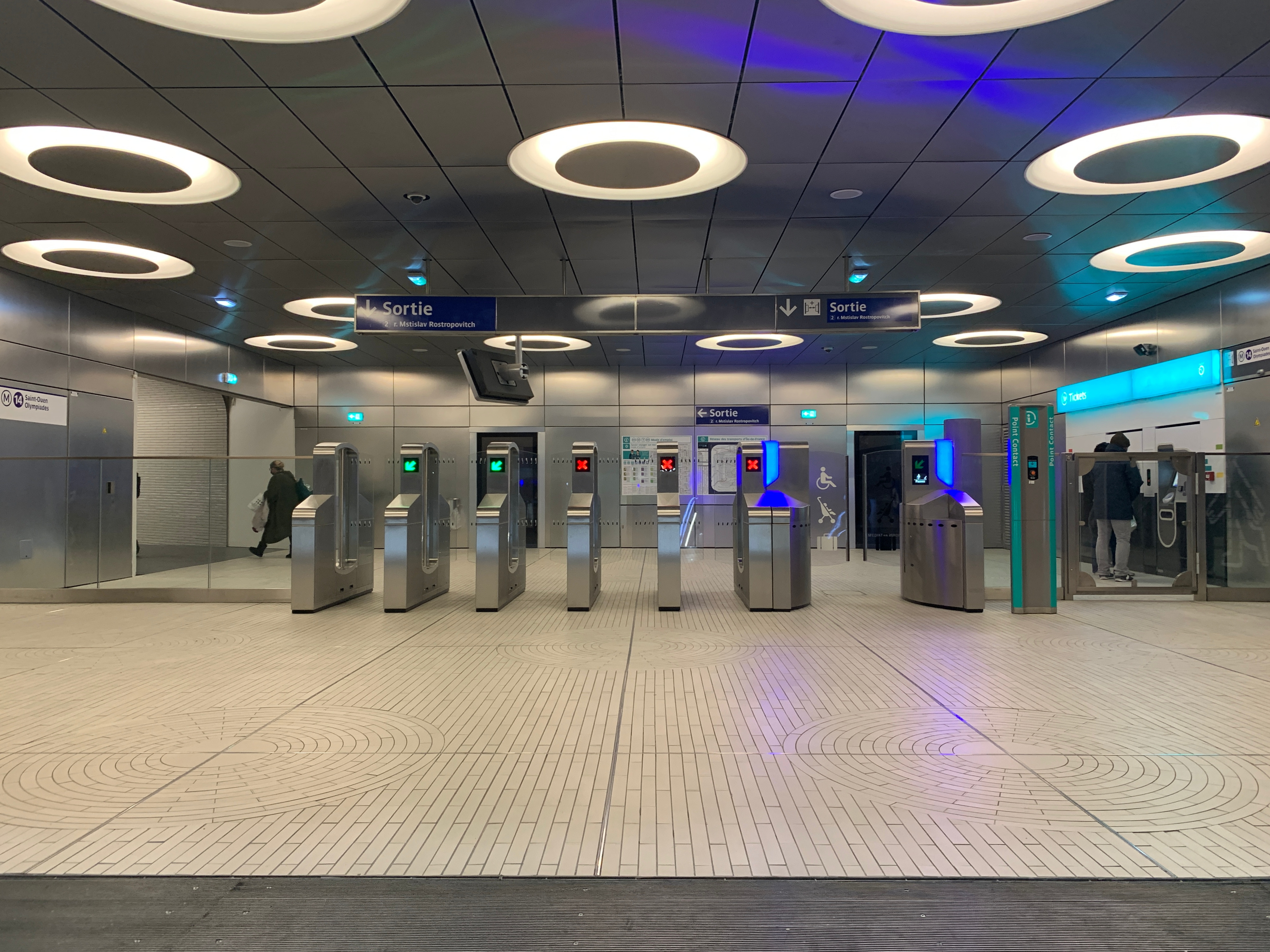
Accès (rue Mstislav-Rostropovitch).
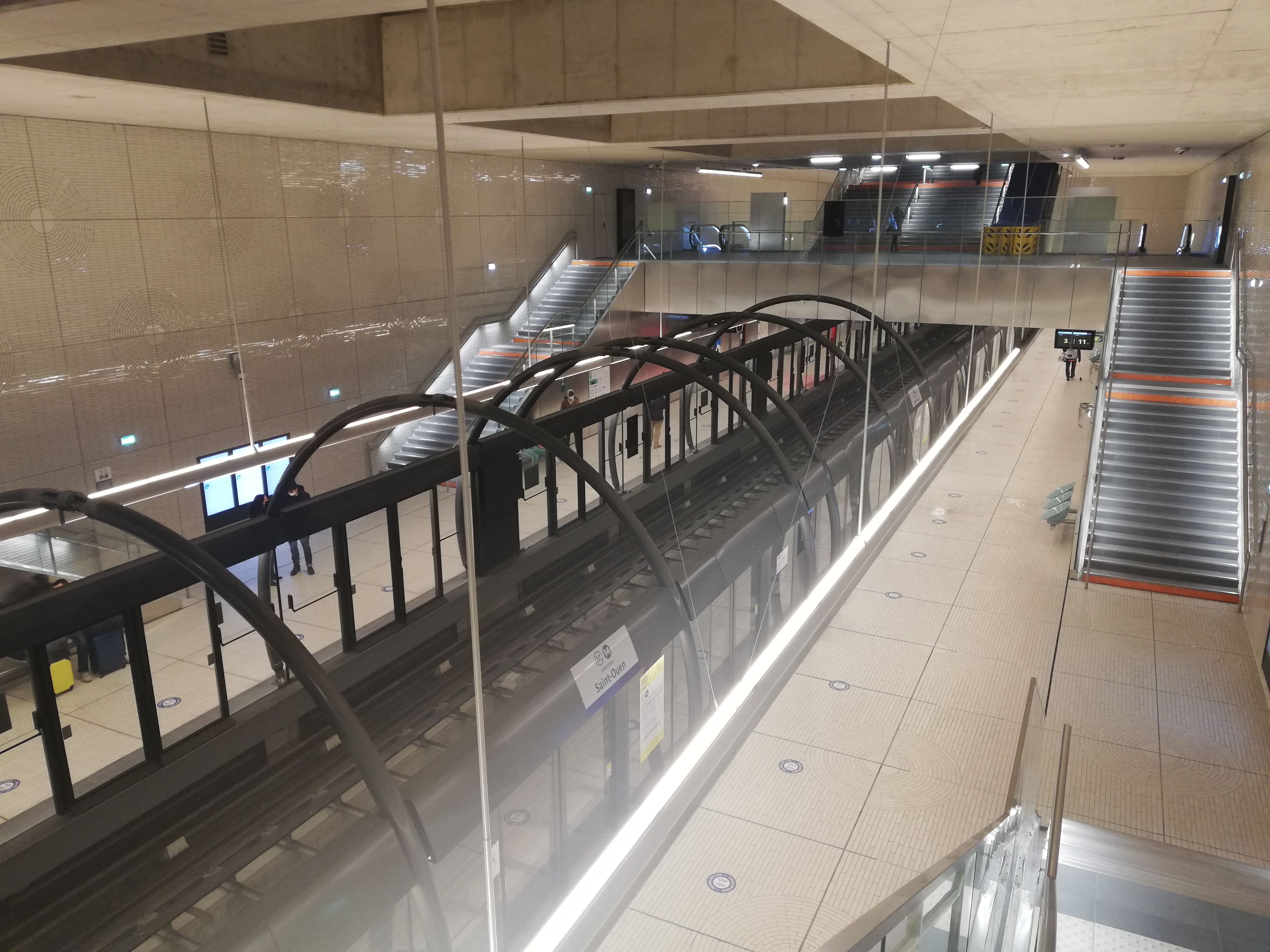
Quais de la station le jour de son ouverture.

### Accès
La station possède deux accès :
- l'accès no 1 « Rue Cardinet », équipé d'un ascenseur et d'un escalateur ;
- l'accès no 2 « Rue Mstislav-Rostropovitch », équipé d'un escalateur.

Accès à la station
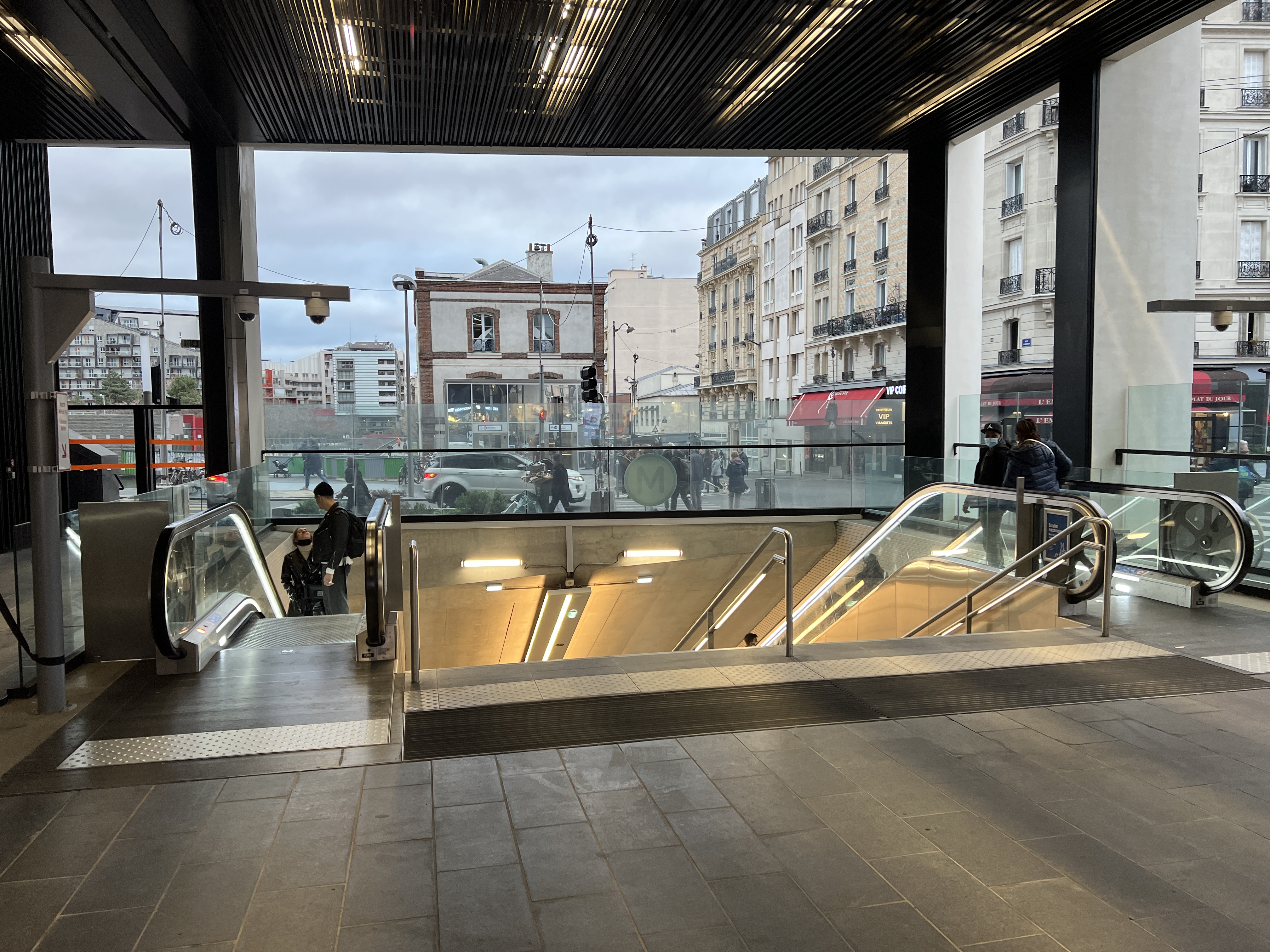
L'accès no 1 « Rue Cardinet ».
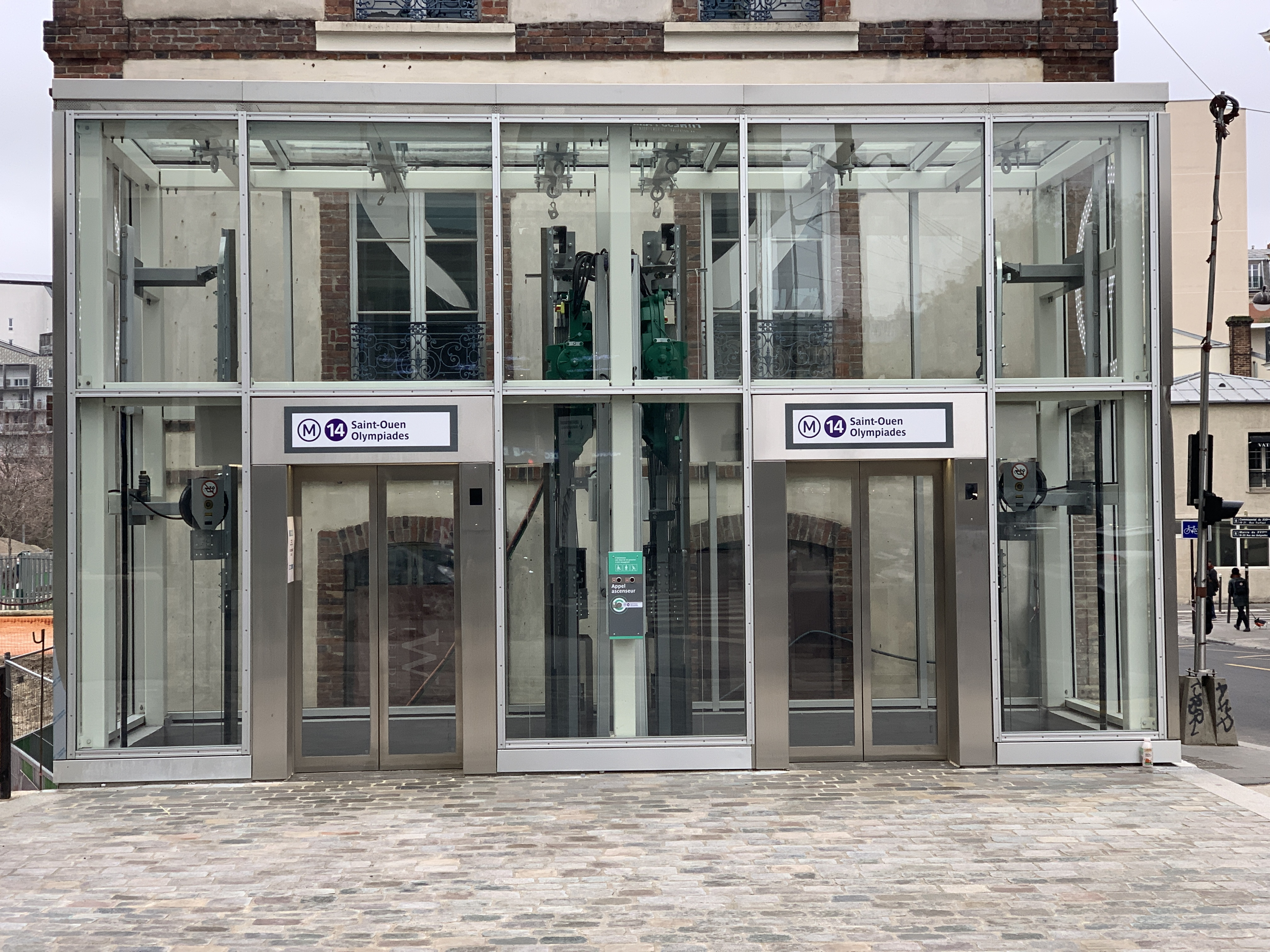
Ascenseur de l'accès no 1.
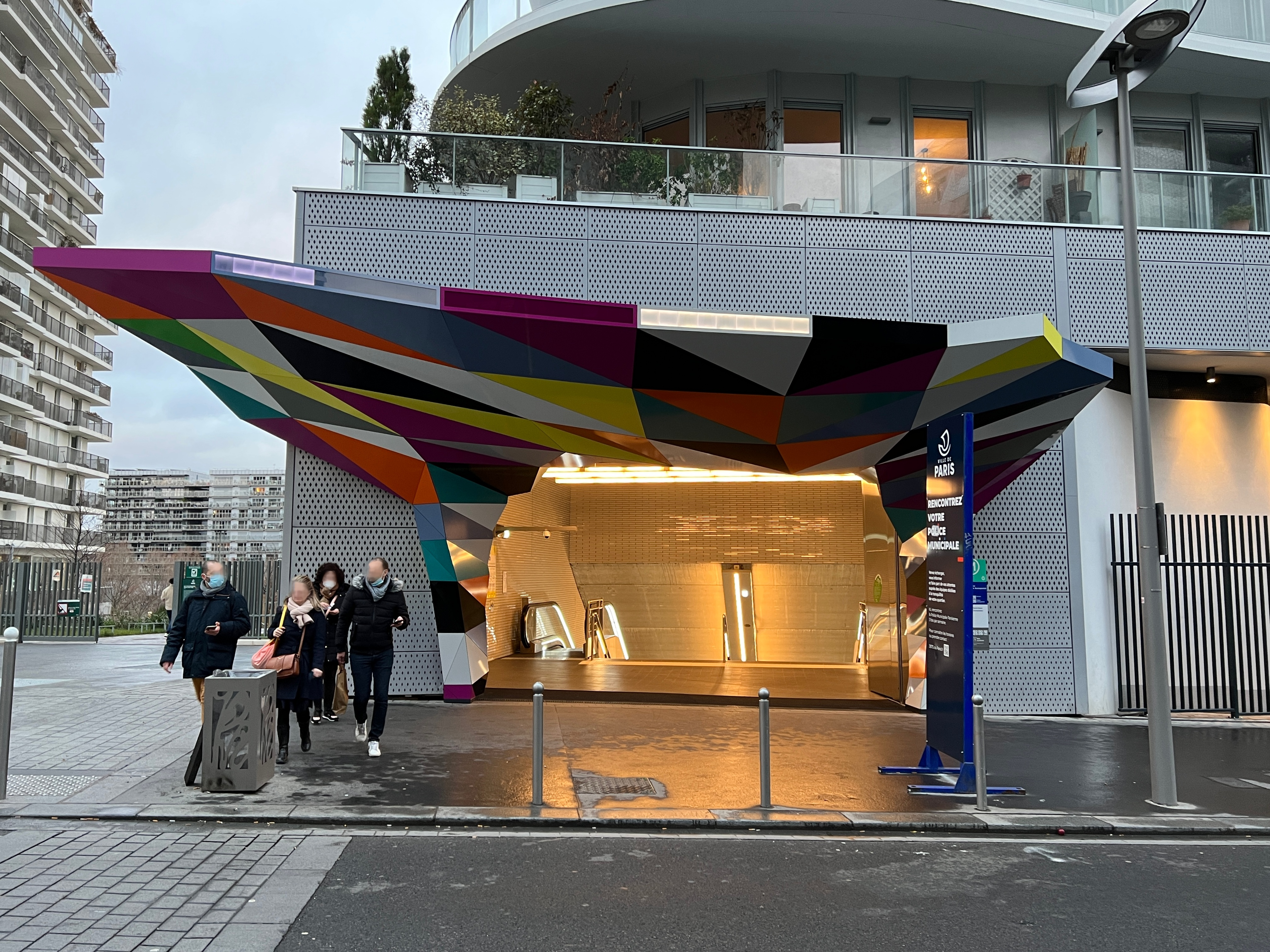
L'accès no 2 « Rue Mstislav-Rostropovitch ».

### Quais
La station a une surface au plancher de 4 290 m2, une longueur de 120,5 m et une largeur de 20,65 m. Ses quais sont situés à une profondeur de 20 mètres.  Le mobilier est de type Akiko couleur bleu pâle. 

### Aménagement culturel
L'entrée principale, au rez-de-chaussée d'un immeuble, est conçue par l'artiste allemand Tobias Rehberger. L'œuvre est composée d'éléments triangulaires, certains opaques, d'autres rétro-éclairés et elle donne l'heure « selon le concept de l'horloge binaire ».
Lors de sa séance de décembre 2016, le Conseil de Paris émet le vœu que la RATP dénomme la future station de la ligne 14 située au Pont Cardinet du nom de « Pont Cardinet - Barbara » et étudie l'installation dans celle-ci d’une exposition permanente en hommage à Barbara. Ce souhait n'a pas eu de suite mais une station de métro située à la limite de Montrouge et de Bagneux, portant uniquement le nom de la chanteuse, est ouverte le 13 janvier 2022 sur le prolongement sud de la ligne 4 du métro de Paris.

### Intermodalité

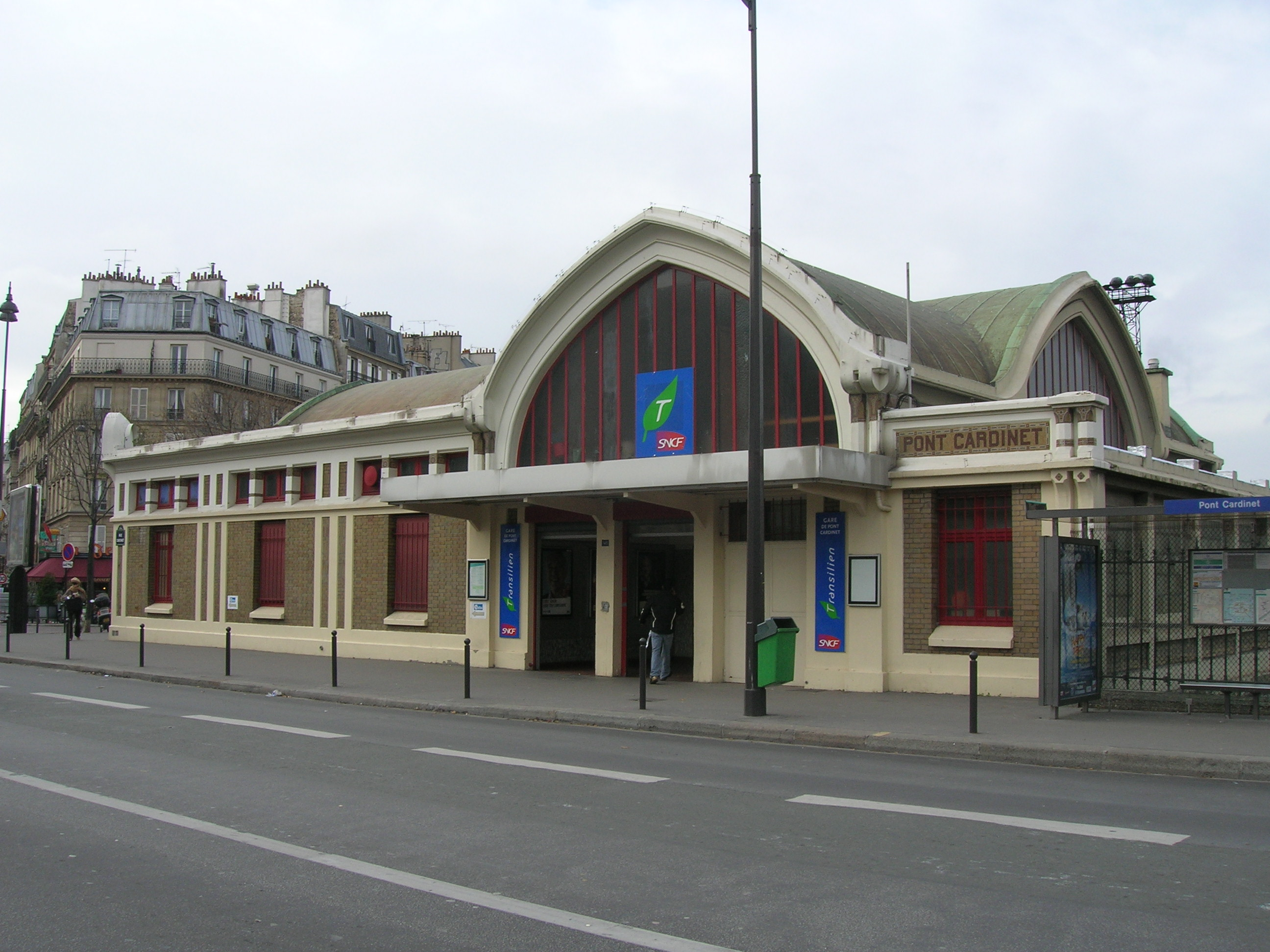
Gare de Pont-Cardinet.

La station est à quelques dizaines de mètres de la gare de Pont-Cardinet, qui est la première gare après celle de Paris-Saint-Lazare en direction de la banlieue Ouest et la seule gare de Paris intra-muros qui n'est desservie ni par le RER ni par les trains de grandes lignes. Elle est desservie par les trains de la ligne L du Transilien, du groupe II, de Paris-Saint-Lazare à Versailles-Rive-Droite, et du groupe III, de Nanterre-Université à Maisons-Laffitte et Cergy-le-Haut. La correspondance s'effectue par la voie publique.
La station est en correspondance avec les lignes de bus 31, 66 et 94 ainsi qu'avec la ligne 28 prolongée de la gare Saint-Lazare à la porte de Clichy.

## À proximité
- Parc Clichy-Batignolles - Martin-Luther-King
- Square des Batignolles
- Quartier Clichy-Batignolles.